# Herzogliches Mausoleum (Coburg)

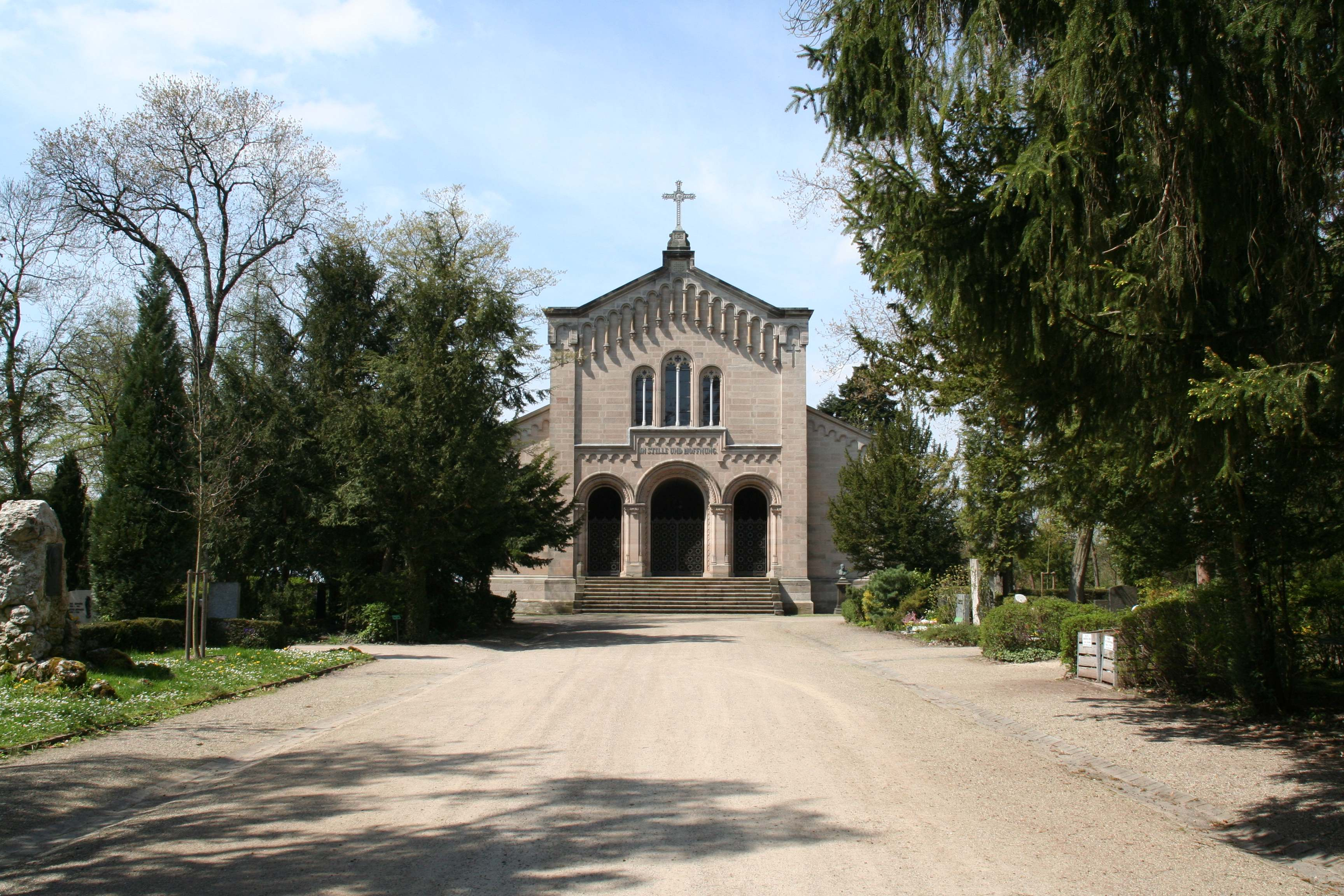
Herzogliches Mausoleum und Allee

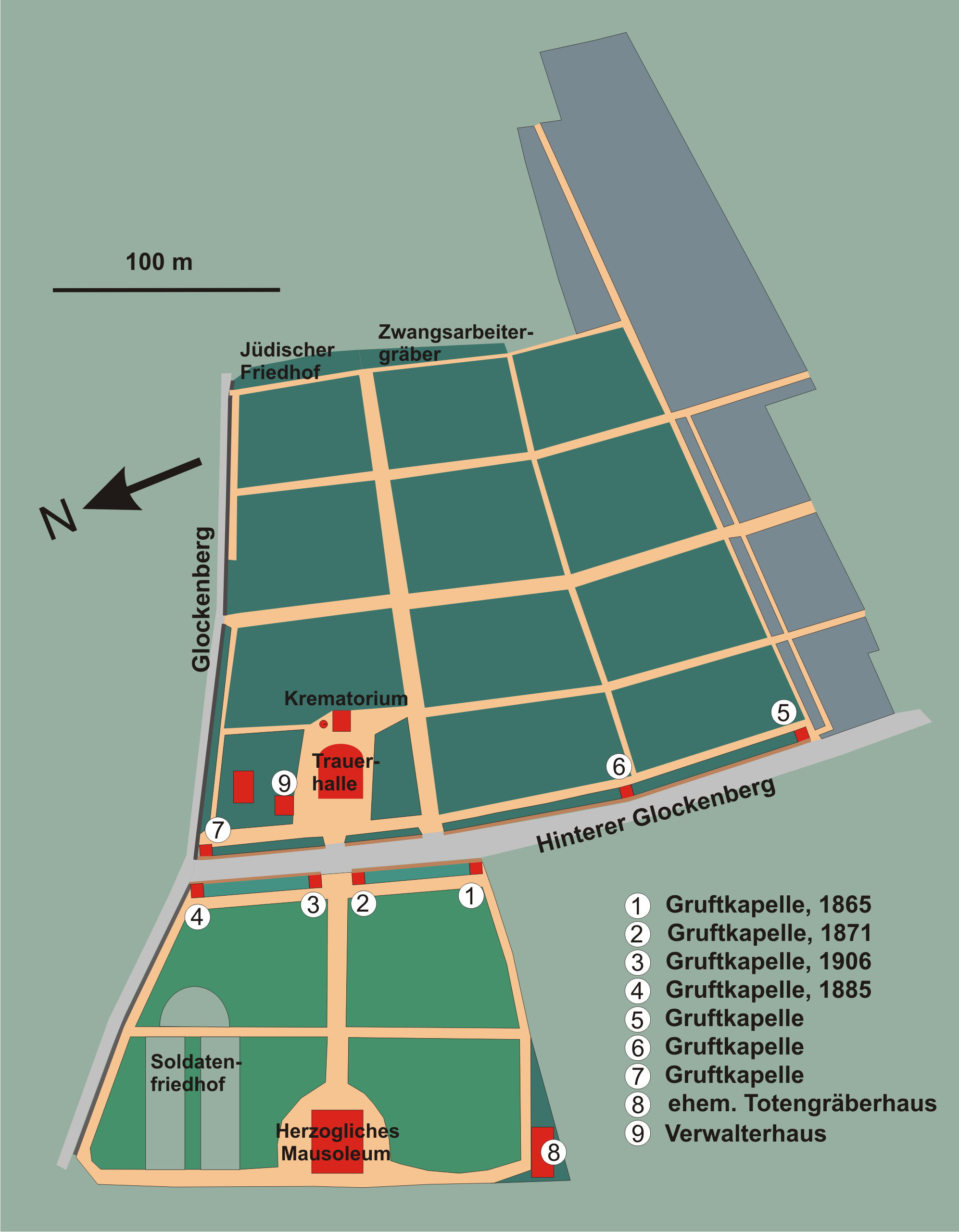
Lage des Herzoglichen Mausoleums auf dem Friedhof

Das Herzogliche Mausoleum ist eine Begräbnisstätte der Herzöge von Sachsen-Coburg und Gotha und ihrer Familien. Es befindet sich auf dem Areal des Friedhofs am Glockenberg in Coburg.

## Geschichte
Das Herzogliche Mausoleum wurde in den Jahren 1853 bis 1858 im Auftrag von Herzog Ernst II. mit Unterstützung der Königshäuser von Großbritannien und Belgien nach Plänen des Gothaer Stadtbaurates Gustav Eberhard für die regierenden Herzöge von Sachsen-Coburg und Gotha und ihre Angehörigen errichtet. Herzog Ernst II. und sein Bruder Albert übernahmen jeweils ein Drittel der Baukosten, Leopold von Belgien ein Sechstel und die Linie Koháry wahrscheinlich das restliche Sechstel.
Die Einweihung des Herzoglichen Mausoleums erfolgte am 29. November 1860. Die Sarkophage von Herzog Ernst I. und seiner Gemahlin Luise wurden aus der Gruft der Coburger Stadtkirche St. Moriz in den neuen Grabbau überführt. Das Mausoleum ist weiterhin Eigentum der herzoglichen Familie.
Das Herzogliche Mausoleum in Coburg diente bis zum Ende der Monarchie im Doppelherzogtum Sachsen-Coburg und Gotha 1918 als Begräbnisstätte der Herrscherfamilie. Der letzte regierende Herzog, Carl Eduard, starb 1954 und wurde auf dem 1944 neu angelegten Friedhof der Familie im Forst von Schloss Callenberg bestattet.

## Architektur

Ansicht und Grundrisse, 1858

Die turmlose Bauwerk hat die Form einer dreischiffigen romanischen Basilika. Im Inneren ist das Mausoleum als zweigeschossige Gruftkapelle mit einer quadratischen Kapelle als zentralem Raum in der Gebäudemitte sowie einer Empore im Obergeschoss ausgelegt. Im rechten (nördlichen) Gang des Erdgeschosses stehen die Metallsärge des Coburger Stammhauses, während der linke (südliche) Gang des Erdgeschosses den Mitgliedern des Hauses Sachsen-Coburg und Gotha aus der englischen Linie vorbehalten war.

## Bestattungen
Folgende Familienmitglieder liegen im herzoglichen Mausoleum begraben:
- Erdgeschoss, nördlicher Gang:
  - Herzog Ernst I. (1784–1844) –  (Sohn von Herzog Franz von Sachsen-Coburg-Saalfeld) 
  - Herzogin Luise (1800–1831) –  (1. Gemahlin von Herzog Ernst I.) 
  - Herzogin Marie (1799–1860) –  (2. Gemahlin von Herzog Ernst I.) 
  - Herzog Ernst II. (1818–1893) –  (Sohn von Herzog Ernst I.) 
  - Herzogin Alexandrine (1820–1904) –  (Gemahlin von Herzog Ernst II.) 
  - Prinz Ferdinand von Sachsen-Coburg-Saalfeld-Koháry (1785–1851) –  (Sohn von Herzog Franz von Sachsen-Coburg-Saalfeld) 
  - Prinzessin Marie Antonie (1797–1862) –  (Gemahlin von Prinz Ferdinand) 
  - Prinz Leopold (1824–1884) – (Sohn von Prinz Ferdinand)
- Erdgeschoss, südlicher Gang:
  - Herzog Alfred (1844–1900) –  (Sohn von Königin Victoria und Albert von Sachsen-Coburg und Gotha) 
  - Herzogin Maria (1853–1920) –  (Gemahlin von Herzog Alfred) 
  - Erbprinz Alfred (1874–1899) –  (Sohn von Herzog Alfred)
- Obergeschoss:
  - Prinz Ernst Alexander Konstantin von Württemberg (1807–1868) –  (Bruder der Herzogin Marie)

Siehe auch: Grabstätten europäischer Monarchen

## Ehemals im Mausoleum
Herzog Alfreds Tochter Victoria Melita (1876–1936) und ihr Ehemann Großfürst Kyrill Wladimirowitsch Romanow (1876–1938) waren ursprünglich auch im Herzoglichen Mausoleum bestattet. 1995 wurden ihre Sarkophage schließlich nach Sankt Petersburg überführt und in der Peter-und-Paul-Kathedrale beigesetzt.